# إيزابيلا سانتوني
إيزابيلا سانتوني (بالبرتغالية: Isabella Santoni) هي ممثلة برازيلية، ولدت في 6 مايو 1995 في نيلوبوليس في البرازيل.

## وصلات خارجية
- إيزابيلا سانتوني على موقع IMDb (الإنجليزية)
- إيزابيلا سانتوني على موقع قاعدة بيانات الفيلم (الإنجليزية)
- إيزابيلا سانتوني على موقع ليتربوكسد (الإنجليزية)
- إيزابيلا سانتوني على موقع كينوبويسك (الروسية)